# Artur Trunkhardt
Artur Trunkhardt (ur. 10 lipca 1887 w Gelsenkirchen, zm. 9 grudnia 1965 w Krzyżkowicach) – polski dziennikarz i wydawca niemieckiego pochodzenia, powstaniec śląski.

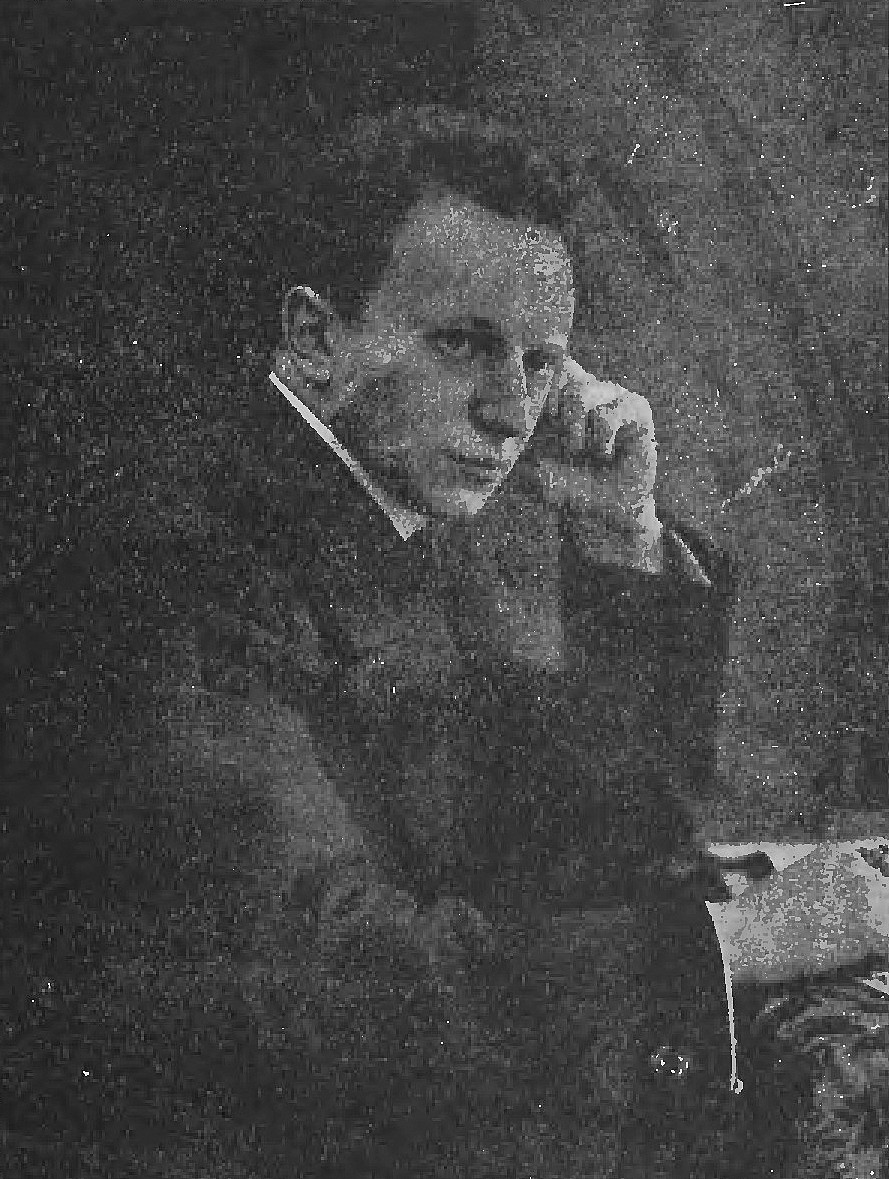
Artur Trunkhardt (ok. 1921)

## Życiorys
Jego matka Maria, z domu van Abel, była Holenderką i mówiła po niderlandzku, ojciec Adolf Trunkhardt urodził się w Gelsenkirchen, był szefem oddziału ratownictwa górniczego.
Od 1909 r. studiował teologię, filozofię, prawo i medycynę w kolegiach jezuickich pod wezwaniem św. Stanisława w Holandii, Belgii i Francji, nie przyjął jednak święceń, którymi studia te powinny się były zakończyć. W 1914 r. zamieszkał w Rybniku. Na początku 1915 r. został powołany do wojska. Walczył w Argonnach, nad Sommą i pod Verdun. Na przełomie 1916/1917 r. znalazł się wraz z 217 pp w Serbii, a potem na froncie włoskim pod Udine. Był pięciokrotnie ranny i zachorował na malarię.
Po wojnie wrócił do Rybnika i podjął pracę w podlegającej Radzie Robotniczej i Żołnierskiej lokalnej gazecie „Rybniker Stadtblatt”. Został także pod koniec roku 1918 redaktorem gliwickiego „Oberschlesiche Volksstimme”, organu Katolickiej Partii Centrum. W tym samym czasie rozpoczął współpracę z polską prasą. Po spotkaniu z Wojciechem Korfantym założył gazetę „Katholische Volkszeitung” o propolskim nastawieniu. Był jej redaktorem i wydawcą od około 1919.
Z listy Partii Centrum zasiadał od 1919 do końca 1924 r. w radzie miasta Rybnika, gdzie wkrótce znalazł się we frakcji propolskiej. 23 listopada 1919 r. wziął w kościele św. Antoniego w Rybniku ślub z Marią Nowak, którego udzielił znany śląski działacz ksiądz Tomasz Reginek. Wstąpił do Polskiej Organizacji Wojskowej. Postrzegał Polaków jako naród uciskany, a lata wojny najwyraźniej zniechęciły go do niemieckiego nacjonalizmu.
Wiosną 1920 r. był redaktorem naczelnym trzech śląskich gazet: „Oberschlesiche Volksstimme”, „Katholische Volkszeitung” i „Oberschlesische Post”, ostatniej finansowanej przez Polski Komisariat Plebiscytowy. Ze strony niemieckiej spotykał go bojkot społeczny, dokonano nawet kilku zamachów na niego. Matka, która mieszkała w Westfalii, oficjalnie się go wyrzekła. W okresie plebiscytu wytoczono mu za obrazę około pięciuset procesów prasowych lub karnych.
Podczas III powstania śląskiego wchodził w skład dowództwa Grupy Operacyjnej „Południe”. Za udział w powstaniach został odznaczony Gwiazdą Górnośląską, Krzyżem na Śląskiej Wstędze Waleczności i Zasługi I klasy oraz krzyżem Virtuti Militari.
W listopadzie 1921 r. został wybrany do nowej rady magistratu w Rybniku. W swoich wystąpieniach i artykułach potępiał działania niemieckich szowinistów, ale krytykował też niektóre odwetowe reakcje strony polskiej. Jego relacje z Korfantym pogorszyły się znacznie. Związek Obrony Kresów Zachodnich określał wręcz mianem polskich hakatystów. Po przewrocie majowym w 1926 r. miał również złe relacje z sanacją. Zablokowano na przykład jego wybór na honorowego członka magistratu.
W 1925 roku opracował i wydał podstawową pracę z historii ziemi rybnickiej autorstwa Franciszka Idzikowskiego.
W 1930 r. założył Ligę na rzecz Pokoju Narodów (Liga für Volksfrieden), której celem było stworzenie platformy porozumienia między ludnością polską i niemiecką. Liga została przyjęta do międzynarodowej Ligi Praw Człowieka.
Po dojściu Hitlera do władzy za obrazę niemieckiej głowy państwa w jednym z artykułów, stanął w 1934 r. przed polskim sądem w Królewskiej Hucie. Stwierdził, że skrytykował Hitlera nie jako głowę państwa, ale jako „przywódcę gangu przestępców”. Został uniewinniony. Od listopada 1933 r. publikował satyryczny dwutygodnik „Die Spritze” (Sikawka) – na okładce pierwszego numeru była karykatura Hitlera zatytułowana „Der Verführer – uwodziciel”. Po zawarciu w styczniu 1934 r. paktu o nieagresji między Polską a Rzeszą czasopismo przestało się ukazywać.
Kolejne numery „Katholische Volkszeitung”, bywały konfiskowane z powodu krytyki Hitlera. W październiku 1934 r. odbył się w Rybniku kolejny proces, w którym Trunkhardt został skazany za obrazę Hitlera na dziesięć miesięcy więzienia w zawieszeniu. W latach 1934–1936 miał cztery kolejne procesy, w których uzbierał dwa lata wyroków za naruszenie dóbr osobistych Hitlera.
Po wybuchu wojny w Hiszpanii podjął się obrony dwudziestu dwóch ochotników, zatrzymanych podczas próby przedarcia się przez Czechosłowację i dalej w stronę Półwyspu Pirenejskiego. Jako poliglota był współpracownikiem Oddziału II Sztabu Generalnego Wojska Polskiego, co nie przeszkadzało mu w publicznym krytykowaniu rządu, na przykład za aneksję Zaolzia.
Podczas okupacji ukrywał się w pomieszczeniu na strychu w Krzyżkowicach u rodziny Lisoniów. Poprzez krzyżkowickiego proboszcza nawiązał kontakty z Armią Krajową. Władze niemieckie skazały go zaocznie siedem razy na karę śmierci oraz wyznaczyły za jego złapanie nagrodę w wysokości pół miliona marek. Jego żona została wyrzucona z mieszkania, a córka Rita wysłana do obozu pracy w Kłodzku. Hitlerowcy zniszczyli dorobek jego życia dewastując mieszkanie i paląc pozostawione w nim książki. Po wejściu w 1945 r. Armii Czerwonej, przed represjami uratowało go wsparcie lokalnych lewicowych aktywistów.
Wstąpił do Polskiej Partii Robotniczej, potem do PZPR, skąd w 1953 r. został usunięty w wyniku insynuacji i pomówień proboszcza parafii Krzyżkowice, ks. Zielińskiego. Utrzymywał się z ziołolecznictwa, którego nauczył się w kolegiach. Do życia społecznego wrócił po 1956 roku. W październiku 1957 został członkiem ZBoWiD, a 30 stycznia 1959 r. uchwałą Rady Państwa Aleksander Zawadzki nadał mu Śląski Krzyż Powstańczy.
Został pochowany w kwaterze powstańczej cmentarza w Krzyżkowicach.